# Mark Clarke
Pour le général américain de la Seconde Guerre mondiale, voir Mark Wayne Clark.
Pour les articles homonymes, voir Clarke.
Mark Clarke (né le 25 juillet 1950 à Liverpool ) est un musicien, bassiste et chanteur anglais, surtout connu pour son travail avec Colosseum et Mountain, ainsi que pour ses brefs passages dans Uriah Heep et Rainbow.

## Carrière
Après avoir vu les Beatles et de nombreux autres groupes à Liverpool à l'âge de 12 ans, il décide de devenir bassiste. En 1966, Mark Clarke joue avec The Kegmen, en 1968 avec The Locomotive et à la fin de 1968 avec St. James Infirmary. Le journal Liverpool Echole le nommera dans un article "Le Joe Cocker de Liverpool".
Après un an de concerts locaux, il déménage à Londres, où il est présenté à Clem Clempson qui joue à cette époque dans Colosseum. Peu de temps après, Jon Hiseman demande à Mark de rejoindre le groupe à l'été 1970 : il y jouera  jusqu'à sa scission fin 1971, et de nouveau 21 ans après lors des retrouvailles de 1994 jusqu'aux adieux de 2015. 
Après la séparation de Colosseum, au tournant des années 1971/1972, Mark est brièvement membre de Uriah Heep, jouant (et co-écrivant) sur le titre, The Wizard de l'album de 1972 Demons and Wizards . 
Au début de 1973, il devient membre de Tempest de Jon Hiseman  et joue de la basse sur les deux albums studio du groupe avec Allan Holdsworth, Ollie Halsall et Paul Williams, ainsi que sur un album live publié plus tard. Il est également bassiste sur les albums solo de Ken Hensley .
En 1975, il crée Natural Gas avec Joey Molland, Jerry Shirley et Peter Wood. Il joue également brièvement avec Rainbow de Ritchie Blackmore . 
En 1980, il commence à travailler avec Billy Squier et enregistre avec lui Don't Say No, The Stroke, In the Dark et de nombreux autres albums. 
En 1986, il tourne avec The Monkees, et jusqu'à récemment encore travaille avec Davy Jones. Clarke travaille aussi deux fois en 1984-1985 et 1995-1996 avec Mountain, Ian Hunter et Torque, enregistrant des albums avec chacun d'entre eux.
Il joue à nouveau avec Colosseum dès sa reformation en 1994 jusqu'au concert d'adieu au Shepherd's Bush Empire à Londres le 28 février 2015.
En 2010, Mark Clarke sort son premier album solo Moving to the Moon, coproduit par Ray DeTone qui joue également toutes les parties de guitares du disque.
En 2017, Mark Clarke devient membre d'un nouveau trio appelé JCM. Les autres membres du groupe sont le batteur Jon Hiseman et le guitariste Clem Clempson, tous trois anciens membres de Colosseum. Le groupe enregistre un album Heroes fin 2017 qui sort en avril 2018. JCM commence à tourner en Europe le 7 avril 2018, mais la tournée se termine après le concert du 22 avril à Bonn en raison de la maladie de Jon Hiseman. Ce dernier meurt en juin 2018, marquant initialement la fin de JCM, mais au début de 2019, le groupe annonce qu'il continuera avec Ralph Salmins à la batterie. Des tournées en Europe et au Royaume-Uni ont lieu tout au long de 2019.

## Discographie

### Colosseum
- 1970 – Daughter of Time
- 1971 – Colosseum Live
- 1994 – Colosseum LiveS – The Reunion Concerts
- 1997 – Bread and Circuses
- 2003 – Tomorrow's Blues
- 2007 – Live05
- 2014 – Time On Our Side

### Uriah Heep
- 1972 – Demons and Wizards

### Tempest
- 1973 – Tempest
- 1974 – Live in London
- 1974 – Living in Fear

### Natural Gas
- 1976 - Natural Gas

### Ken Hensley
- 1973 - Proud Words on a Dusty Shelf
- 1975 – Eager to Please
- 1980 – Free Spirit

### Richard T. Bear
- 1979 - Captured Alive

### Billy Squier
- 1981 - Don't Say No
- 1991 - Creatures of Habit

### Ian Hunter
- 1983 – All of the Good Ones Are Taken

### Michael Bolton
- 1983 - Michael Bolton

### The Monkees
- 1986 - Davy Jones / Micky Dolenz / Peter Tork: 20th Anniversary Tour

### Mountain
- 1985 – Go for Your Life
- 1996 – Man's World

### Torque
- 2003 - 103103

### Album solo
- 2010 – Moving to the Moon

### JCM
- 2018 - Heroes